# Степановская (Кирилловский район)

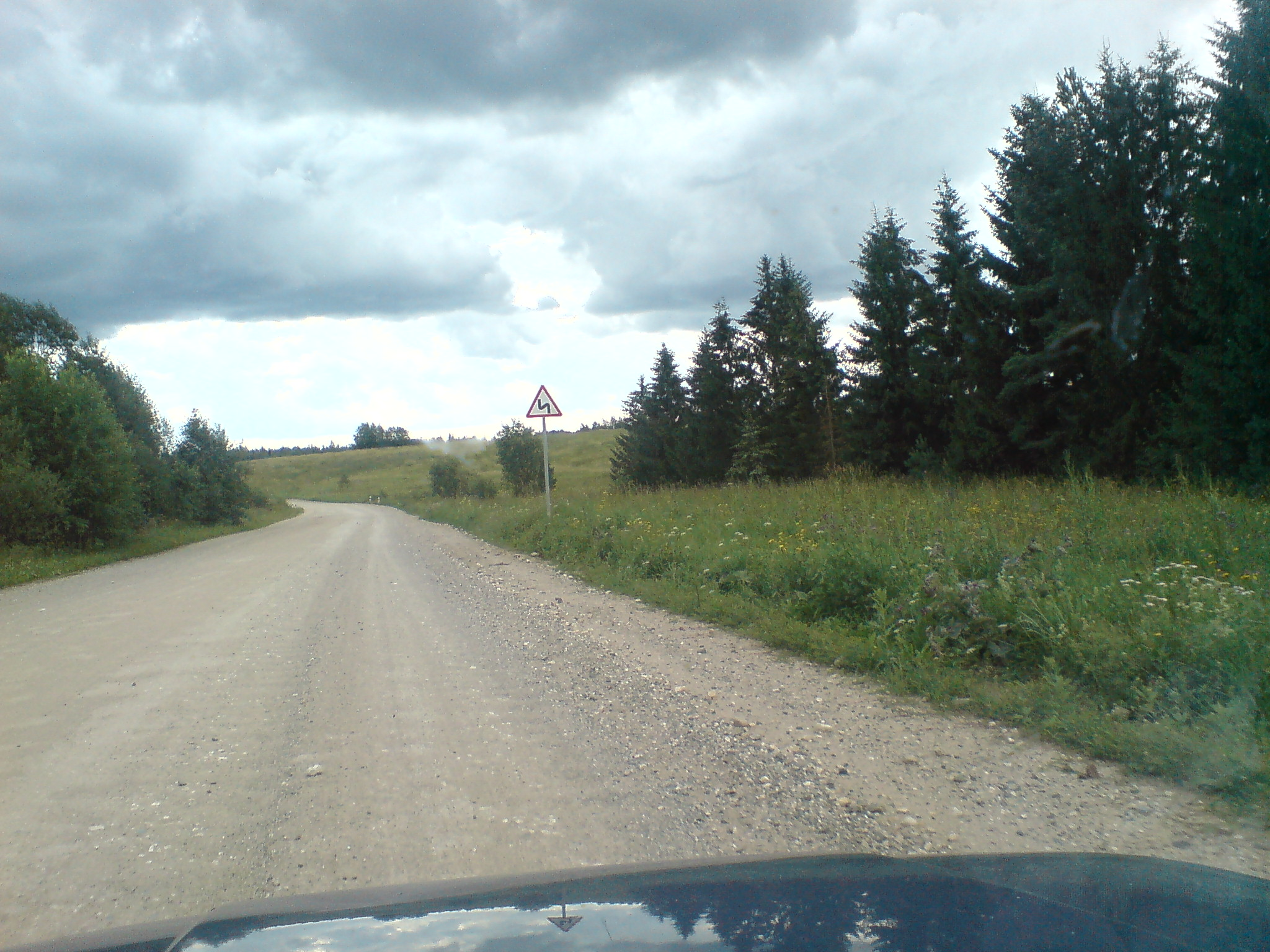
Вид на горку, где стояла деревня

Степано́вская — бывшая деревня в Кирилловском районе Вологодской области.
Входила в состав Липовского сельского поселения, с точки зрения административно-территориального деления — в Липовский сельсовет.
Расстояние до районного центра Кириллова по автодороге — 18 км, до центра муниципального образования Вогнемы по прямой — 4 км. Ближайшие населённые пункты — Пачево, Большое Дивково, Кузнецово.
По данным переписи в 2002 году постоянного населения не было.
Нежилая с 1982-1983 годов. Никаких строений не сохранилось (на 1995 год). Сейчас это зарастающее поле, территория деревни была подвергнута рекультивации ещё при советской власти, однако во всех документах она продолжает числиться как населённый пункт.
27 февраля 2021 года упразднена.